# Deodaat van der Boon
Johannes Adrianus Deodatus (Deodaat) van der Boon (Bloemendaal, 10 november 1952) is een Nederlands theoloog en predikant.

## Opleiding
Van der Boon ging naar het Stedelijk Gymnasium in Haarlem en studeerde daarna theologie aan de Rijksuniversiteit Leiden. Hierna werd hij godsdienstleraar aan het Christelijk Atheneum Adriaen Pauw in Heemstede.

## Kerkelijke loopbaan
In 1986 werd hij predikant in Hummelo en van 1991 tot 2001 was hij als predikant verbonden aan de gemeente van Markelo. Van 2001 tot 2019 was Van der Boon als predikant verbonden van de Dorpskerk in Wassenaar. Koning Willem-Alexander woonde tot 2019 met zijn gezin op de villa Eikenhorst in Wassenaar en was kerkelijk verbonden aan de Dorpskerk. Van der Boon doopte twee van zijn kinderen: Alexia op 19 november 2005 en Ariane op 20 oktober 2007. Sinds 2019 is hij emeritus predikant in Hummelo en predikant in Markelo.